# رومن آمویان
رومن یاسانی آمویان (به ارمنی: Ռոման Հասանի Ամոյան؛ زاده ۳ سپتامبر ۱۹۸۳) کشتی‌گیر پیشین ایزدی‌تبار اهل ارمنستان است که در دسته ۵۵ کیلوگرم رشته کشتی فرنگی برندهٔ مدال برنز المپیک ۲۰۰۸ پکن شده است. آمویان همچنین دارنده افتخارات دیگری مانند یک مدال نقره و دو برنز قهرمانی کشتی جهان است و در دو دوره مسابقات قهرمانی کشتی اروپا قهرمان و در چهار دوره دیگر نائب قهرمان شده است.